# Compagnie australienne
La Compagnie australienne était l'une des compagnies européennes fondées au XVIIe siècle pour le grand commerce international.
Basée dans les Provinces-Unies, elle a été fondée par Isaac Le Maire (1558-1624), un commerçant néerlandais d'ascendance wallonne qui vécut à Tournai, puis Anvers, Amsterdam et enfin la ville de Hoorn. Parmi les promoteurs de la compagnie, figuraient son fils Jacob Le Maire et Willem Schouten (1567-1625). 
Les deux bateaux affrétés par la compagnie en 1615 quittèrent le port de Texel situé aux Pays-Bas, dans le cadre d'une expédition dont le but était de trouver une nouvelle route maritime vers le Pacifique et l'archipel des Moluques, afin de pouvoir contourner les restrictions commerciales imposées par la Compagnie néerlandaise des Indes orientales (VOC). 
Ces deux navires, l'Eendracht -la Concorde- (220 tonneaux et 65 hommes), le Hoorne (110 tonneaux et 22 hommes) étaient commandés par les frères Willem et Jan Schoutten, deux des meilleurs navigateurs de Hollande.
En 1616 Schouten franchit le passage de Drake, ouvert une quarantaine d'années par le navigateur Sir Francis Drake et passa le cap Horn, qu'il baptisa ainsi d'après son lieu de naissance, la ville hollandaise de Hoorn. Son coéquipier Jacob Le Maire mourut quelques jours plus tôt dans un incendie de son navire, le Hoorn.
Entrée dans le Pacifique, l'expédition suivit la route de Magellan. Le scorbut a déjà fait des ravages parmi l'équipage, qui suivit les côtes nord des îles de la Nouvelle-Irlande et de la Nouvelle-Guinée, et visita plusieurs îles à proximité, dont celles qui sont aujourd'hui appelées les îles Schouten.
Ces résultats seront cependant jugés décevants par la Compagnie néerlandaise des Indes orientales, qui revendiquait la propriété des lieux et leur fit un procès, gagné par les explorateurs. L'exploration du Pacifique s'interrompit cependant pour de longues années.
La Compagnie australienne décida de publier le journal de bord de l'expédition en 1622 dans le recueil Niewe Werelt Anders.